# 太原号驱逐舰
太原（舷号：104）是中国的07型驱逐舰，为前苏联愤怒级驱逐舰，1953年6月4日前苏联出售中国，1955年6月28日在青岛接收，曾作为中国海军早期“四大金刚”之一。舷号曾经为204，1974年改舷号为104号。 其为苏联二战前仿意大利式驱逐舰的设计的一艘以鱼雷为主要武器雷击舰。

## 历史
1936年8月23日在尼古拉耶夫造船厂（代号一九八厂）开始建造大部件，命名为“纪录”号（Рекордный，音译名“列考尔特内依”号）。铁路运输到阿穆尔河畔共青城列宁共青团第199工厂，1937年7月29日铺设龙骨。1939年9月27日下水。1941年10月10日入役。1949年10月20日至1952年12月17日在海参崴的达尔扎沃德厂大修。
1955年6月28日驶抵青岛。7月6日被命名为“太原”舰。1970年进行现代化改装，将鱼雷改装成两座双联装"上游"反舰导弹，成为导弹驱逐舰。1974年10月改舷号为104。 1986年更名为“青岛”舰。
1991年9月19日，太原号退役，最后一任舰长为王吉松，该舰改名“青岛”泊于大连老虎滩做为大连舰艇学院的练习舰。舰名由052型导弹驱逐舰继承，舷号为131。